# قنصور برتقالي
قنصور برتقالي (الاسم العلمي:Colutea aurantiaca) هي نوع نباتي يتبع جنس القنصور من فصيلة البقولية.